# Lyria
Lyria ist eine Tochtergesellschaft der Société nationale des chemins de fer français (SNCF) und der Schweizerischen Bundesbahnen (SBB), welche die TGV-Verbindungen zwischen Frankreich und der Schweiz betreiben. An der Gesellschaft nach französischem Recht und mit Sitz in Paris hält die SNCF 74 Prozent der Anteile, die SBB 26 Prozent.

## Geschichtlicher Überblick
- Ab Sommer 1961 verband der Fernzug TEE Cisalpin (Trans Europ Express) (nicht zu verwechseln mit den späteren Cisalpino-Zügen) Paris mit Mailand via Lausanne.

- Die TGV-Verbindung Paris–Genf über Lyon galt seit Betriebsaufnahme 1981 als Teil der innerfranzösische Verbindung LGV Sud-Est und blieb davon zunächst unberührt.

- Im Januar 1984 wurde die TEE-Verbindung über Lausanne nach Mailand eingestellt und zwischen Paris Gare de Lyon und Lausanne ersetzt durch vier von SNCF und SBB gemeinsam betriebene Dreisystem-TGV-Züge, die mit den Namen Cisalpin, Champs-Élysées, Lemano und Lutetia bezeichnet waren.

- Am 31. Mai 1987 wurde dieses Angebot der neu geschaffenen Zuggattung EuroCity zugewiesen und um Direktkurse zwischen Paris und Bern ergänzt (bisher bestanden Anschlüsse in Frasne); im selben Jahr wurde erstmals ein Umlauf täglich nach Zürich verlängert.

- Am 23. Mai 1993 wurde die wirtschaftliche Interessengemeinschaft GIE[2] «TGV France–Suisse» gegründet mit dem Ziel, die Strecken Paris–Lausanne/Bern zu betreiben.

- Im Winter 1995/1996 wurde die Verbindung nach Lausanne jeden Samstag bis Brig verlängert, um die Wintersportorte des oberen Rhonetals im Kanton Wallis zu bedienen.

- Am 28. September 1997 erhielten die Züge der GIE «TGV France–Suisse» mit den Verbindungen nach Lausanne und Bern über Frasne den Markenauftritt «Ligne de Cœur». Neun Züge bekamen eine neue visuelle Identität, der Betrieb wurde reorganisiert und aufgestockt.

- Im Jahr 1999 wurde das Unternehmen in die «Rail France Suisse SAS» umgewandelt.

- Am 4. März 2002 wurde aus der «Rail France Suisse» die neu eingeführte Markenbezeichnung «Lyria», die zudem an die Stelle der «Ligne de Cœur» trat.

- Im Januar 2005 wurde das Angebot von Lyria um die Strecke Paris–Genf erweitert. Diese Verbindung, die inzwischen ebenfalls von Lyria vermarktet wird, war tatsächlich die erste Strecke, die vom TGV Sud-Est seit der Inbetriebnahme am 27. September 1981 bedient wurde. Sie wurde damals mit dem Argument der ersten TGV-Verbindung zwischen zwei Hauptstädten vermarktet.

- Ab dem 10. Juni 2007, anlässlich der Eröffnung der Hochgeschwindigkeitsverbindung (LGV) Est européenne, erweiterte Lyria das bestehende Angebot um die Strecke Paris–Zürich ab Paris-Est via Strasbourg, Mulhouse und Basel.

- Am 10. Dezember 2007 wurde die Verbindung im Winter jeden Samstag um die Strecke Zürich–Chur erweitert und unter dem Namen «TGV des Grisons» vermarktet. Allerdings wurde diese Streckenerweiterung wegen Kundenmangels nach zwei Wintern eingestellt.

- Im Zuge der Eröffnung der LGV Rhin-Rhône bediente die Verbindung Paris–Zürich (auf Kosten von Strassburg und Colmar) ab dem 11. Dezember 2011 auch die Stadt Dijon, und die Züge halten ebenfalls in den Bahnhöfen Besançon Franche-Comté TGV und Belfort-Montbéliard TGV. Ausserdem wurde der Endbahnhof in Paris zum Bahnhof Paris-Gare-de-Lyon verlegt. Seither verkehren alle Lyria-Verbindungen ab demselben Bahnhof.

- Obwohl sich Lyria dazu verpflichtet hatte, die Strecke Paris–Bern über Frasne (Abzweig nach Lausanne) via Pontarlier und Neuenburg bis Dezember 2014 zu bedienen, kündigte sie am 3. Juli 2013 deren Aufhebung per Dezember 2013 an. Das Unternehmen nannte als Grund einen Mangel an Passagieren seit Dezember 2011, allerdings ohne einen Beweis dafür zu erbringen, dass die Strecke Verluste eingefahren hatte. Effektiver Grund dafür war, dass die Fahrtdauer über Basel inzwischen kürzer war. Um die Verbindung auf dieser Strecke aufrechtzuerhalten, wurden im Dezember 2012 beidseits der Grenzen 20'000 Unterschriften gesammelt. Einige betonen, dass die Streckenaufhebung dem Beschluss des schweizerischen Parlaments zuwiderlief, der die Verbindung zwischen der Schweiz und Frankreich via Jurabogen und Bern, insbesondere Neuenburg, aufrechterhalten will (s. Bundesgesetz über den LGV-Anschluss, 742. 140.3).

- Seit 2016 werden die früher angebotenen durchgehenden Verbindungen Genf–Lyon-Part-Dieu–Montpellier, Brig–Lausanne–Dijon–Paris sowie Lille–Genf–Lausanne–Brig werden nicht mehr betrieben.

- 2017 wurde der Betrieb des sogenannten saisonalen «TGV des neiges» zu den Wintersportorten der Waadtländer Alpen und Voralpen (Montreux, Aigle) und des Kantons Wallis (Martigny, Sitten, Siders, Leuk, Visp und Brig) aus verkehrsregulatorischen Gründen zwischen Lausanne und dem Wallis eingestellt. Trotzdem lässt sich nach wie vor ein Zugbillett zu diesen Wintersportorten buchen. Für die verbleibende Strecke ist nun auf einen Zug der SBB umzusteigen.

- Am 15. Dezember 2019 wurde anlässlich des Projekts Lyria 2020 aus der bis anhin täglich befahrenen Strecke Marseille–Genf eine saisonale Verbindung. Sie bedient weiterhin die Bahnhöfe Aix-en-Provence TGV, Avignon TGV, Lyon-Part-Dieu und Bellegarde. Die direkte Verbindung TGV Lyria Bern–Paris (täglich eine Hin- und Rückfahrt) wurde aufgehoben.
- Fünf Millionen Menschen reisten vor der Pandemie jährlich mit den TGV-Hochgeschwindigkeitszügen von Zürich und Basel sowie Lausanne und Genf aus nach Paris, aber auch saisonal von Genf nach Marseille – und umgekehrt. Das bedeutet ein Marktanteil von 50 Prozent.[3]

### Entwicklung des Verkehrs
Lyria gibt für die eigenen TGV-Züge folgende Daten bekannt
- 2005 – Marke von 3 Mio. Passagieren auf allen Verbindungen überschritten
- 2007 – mehr als 2 Mio. internationale Passagiere
- 2008 – 3,8 Mio. Passagiere, wovon 2,2 Mio. international
- 2009 – 3,7 Mio. Passagiere (−0,85 % / 2008), wovon 2,2 Mio. international
- 2010 – 4 Mio. Passagiere (+10 % / 2009), wovon 2,3 Mio. international
- 2011 – 4,32 Mio. Passagiere (+8 % / 2009), wovon 2,6 Mio. bzw. 63 % international
- 2012 – 5,2 Mio. Passagiere
- 2013 – 5,8 Mio. Passagiere
- 2014 – 5,5 Mio. Passagiere
- 2015 – 5,4 Mio. Passagiere
- 2016 – 5,1 Mio. Passagiere
- 2017 – 5,1 Mio. Passagiere
- 2018 – 4,5 Mio. Passagiere

## Verbindungen
Folgende Verbindungen werden seit dem Fahrplanjahr 2020 als TGV-Lyria-Dienste angeboten, wobei überall Doppelstockzüge zum Einsatz kommen.
- Lausanne–Dole–Dijon–Paris (drei Umläufe täglich; etwa 3 Stunden 40 Minuten Reisezeit); drei weitere Verbindungen über Genf
- (Lausanne-)Genf–Bellegarde–Bourg-en-Bresse–Paris (acht Umläufe täglich; minimal 3 Stunden 11 Minuten Reisezeit)
- Zürich–Basel–Mulhouse–Belfort-Montbéliard/Dijon–Paris (sechs Umläufe täglich; minimal 4 Stunden 4 Minuten Reisezeit)
- (Lausanne-)Genf–Bellegarde–Lyon-Part-Dieu–Avignon–Aix-en-Provence–Marseille (ein Zugpaar während der Sommermonate; etwa 3 Stunden 25 Minuten Reisezeit)

In den TGV Lyria werden für Passiere drei Reiseklassen angeboten: «Standard», «Standard 1ère», «Business 1ère». In den Zügen wird ein erweitertes Restaurantangebot geführt, bestehend aus einem Barwagen und Am-Platz-Service in der Business-Klasse.

## Rollmaterial

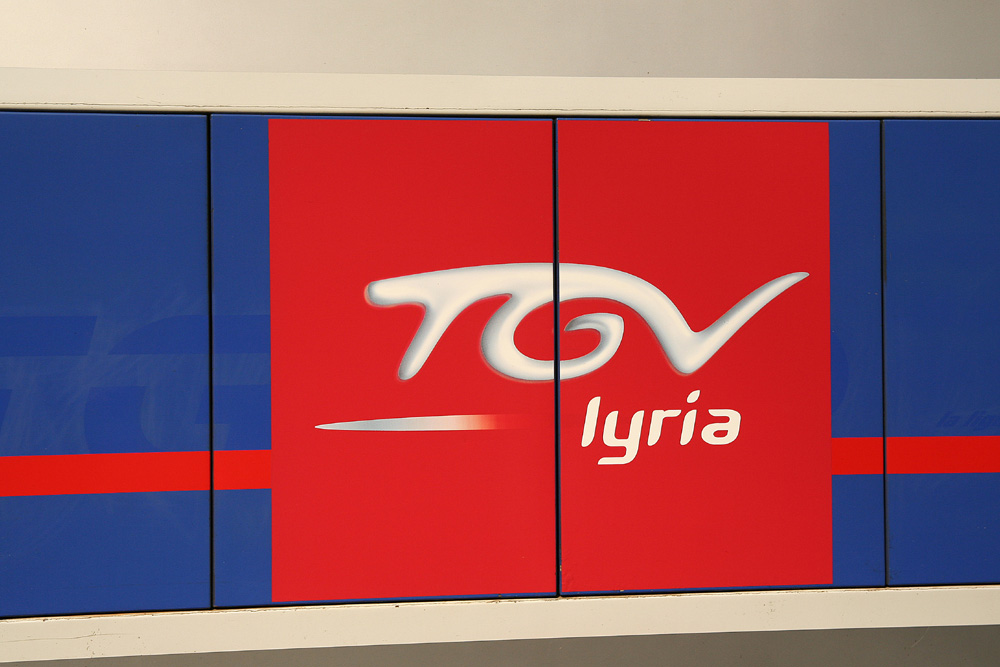
Ehemaliges Logo an einem TGV

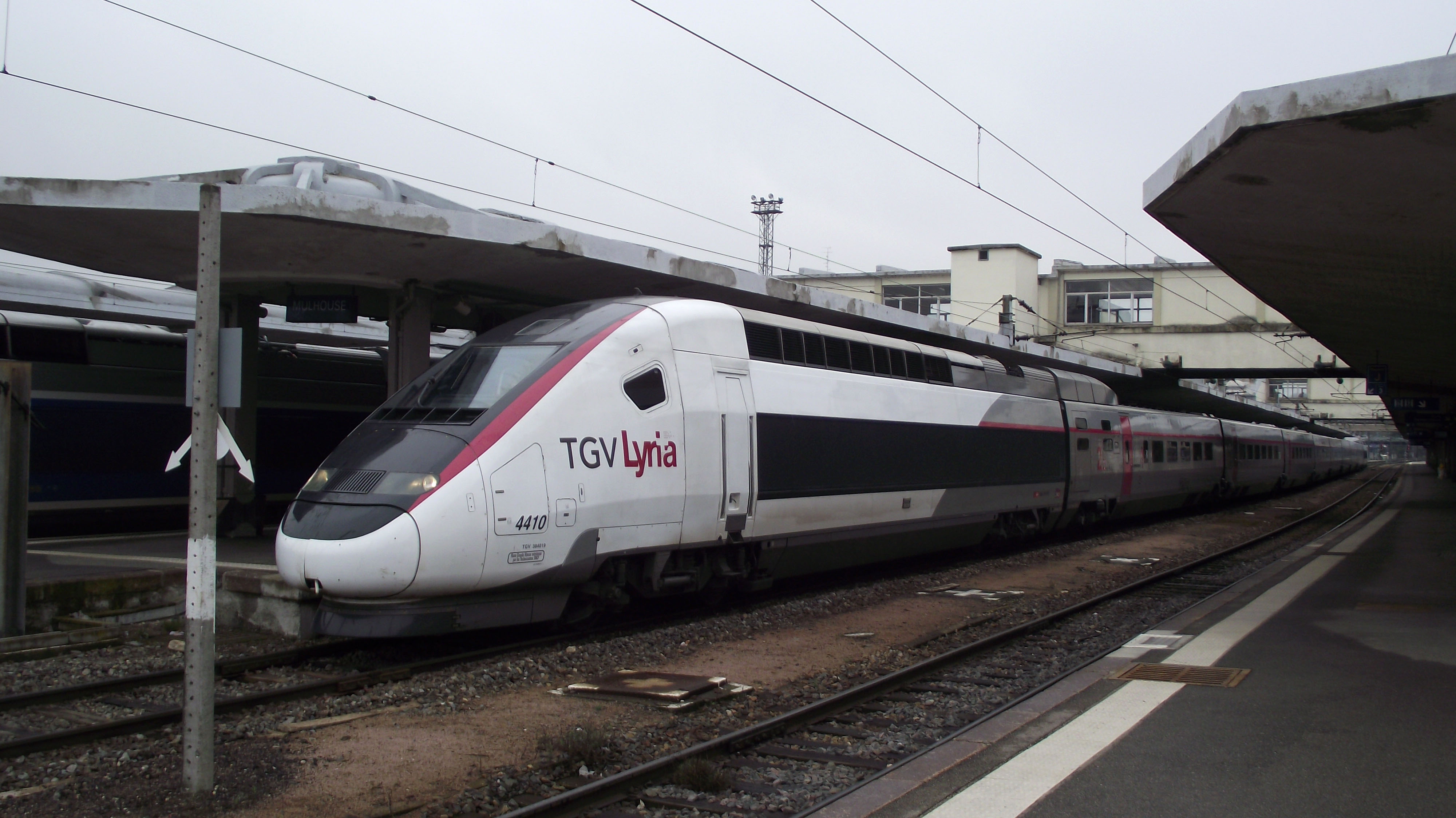
TGV POS in der Lyria-Lackierung in Mulhouse

Für die 1984 aufgenommenen Verbindungen nach Lausanne und Bern wurden neun TGV Sud-Est (PSE) mit Dreisystemausrüstung eingesetzt. Von diesen neun TGV 110–118 gehören sieben der SNCF und zwei den SBB (TGV 112 und 114), letzteres aufgrund der Beteiligung an Lyria. In den Jahren 2005 und 2006 wurden alle neun Lyria-PSE analog zu den konventionellen Zweisystem-PSE modernisiert. Seit Dezember 2012 werden diese Züge nicht mehr eingesetzt und wurden abgestellt.
Die Höchstgeschwindigkeit der Züge beträgt 300 km/h (vor Modernisierung 270 km/h) auf der PSE-Hochgeschwindigkeitsstrecke zwischen Valenton bei Paris und Aisy im Burgund, westlich von Dijon. Aufgrund einer technischen Limitierung beträgt die Höchstgeschwindigkeit beim Betrieb unter 15 kV nur 160 km/h. Ausgefahren werden kann diese Geschwindigkeit in der Schweiz nur an wenigen Orten.
Für die Verbindungen nach Genf werden klassische Zweisystemgarnituren verwendet, in der Regel TGV PSE oder doppelstöckige TGV Duplex.
Auf der Linie Zürich–Basel–Strassburg–Paris verkehrten seit dem 10. Juni 2007 die TGV POS (Paris-Ostfrankreich-Süddeutschland) mit den Nummern 4401–4419 (TGV 4406 gehört den SBB). Diese TGV erreichten auf der Neubaustrecke der LGV Est européenne eine Spitzengeschwindigkeit von 320 km/h. Seit Dezember 2011 verkehren die Züge nach Basel und Zürich über die LGV Rhin-Rhône, wo ebenfalls in Teilabschnitten mit 320 km/h gefahren werden kann.
Ab 2011 übernahm Lyria die 19 existierenden TGV POS, die zuvor für Alleo nach Süddeutschland fuhren. Die Züge erhielten eine neue Lackierung mit Lyria-Logo und wurden bis 2015 innen modernisiert.
Seit 2012 verkehrten auf der Strecke Paris–Basel(–Zürich) teilweise die doppelstöckigen TGV 2N2 «Euroduplex» mit den Nummern 4701–4730. Diese Züge mit 507 Sitzplätzen können gegenüber den einstöckigen TGV POS mit 355 Plätzen mehr Passagiere transportieren. Die Absicht, bis Ende 2013 dort alle TGV POS abzulösen, wurde vom Betreiber Lyria damals nicht umgesetzt, weil der Einsatz eigener TGV POS für Lyria günstiger kam als die Nutzung von der SNCF angemieteter Doppelstockzüge.
Anfang 2018 wurde bekannt, dass Lyria seine Flotte modernisiert und zumindest die Verbindung Paris–Basel/Zürich ab 2020 ausschliesslich von doppelstöckigen Euroduplex-Zügen bedient wird.
Ende Januar 2019 wurde die 2N2-Garnitur 4720 in Lyria-Lackierung vorgestellt. Insgesamt wurden 15 Garnituren mit je 507 Sitzplätzen für Lyria adaptiert. Ab September 2019 wurden zudem die Inneneinrichtungen dieser Garnituren in monatlicher Kadenz pro Zug modernisiert; dabei wurden die Wagen mit WLAN ausgestattet. Seit dem Fahrplanwechsel im Dezember 2019 werden diese Fahrzeuge auf dem Liniennetz von Lyria eingesetzt. Die 19 POS-Garnituren wurden 2019 nach und nach aussen und innen auf den Einsatz bei der SNCF angepasst. Sie kommen als TGV inOui auf der LGV Nord zum Einsatz.

## Netzausbau
Per 2009 wurde die Strecke Vallorbe/Pontarlier–Dijon aufgerüstet. Eine bessere Stromversorgung und gestreckte Kurven erlauben eine höhere Reisegeschwindigkeit, was zwischen Paris und Lausanne einen Zeitgewinn von etwa 15 Minuten ermöglicht.
Seit Dezember 2010 fahren die Züge von und nach Genf über die erneuerte und elektrifizierte Strecke im Haut-Bugey zwischen Bourg-en-Bresse und Bellegarde, wodurch die Reisezeit zwischen Genf und Paris um rund 15 Minuten verkürzte (die neue Reisezeit für Paris–Genf beträgt etwa drei 1/4 Stunden, ähnlich der Relation Paris–Marseille). Die Anzahl der Verbindungen wurde von sieben auf neun erhöht.
Die Inbetriebnahme der neuen LGV Rhin-Rhône zwischen Mülhausen und Dijon erfolgte Ende 2011. Die Fahrten zwischen Paris und Basel/Zürich werden seither über diese Strecke geführt, wodurch sich die Fahrzeit im Vergleich zum Weg über Strassburg um 30 Minuten verkürzte, so dass Paris von Zürich aus in vier Stunden erreichbar wurde.
Auf Schweizer Boden hätte der Ende 2018 in Betrieb genommene Neubau des Rosshäuserntunnels auf der Strecke Bern–Neuenburg einen Zeitgewinn von drei Minuten zwischen Bern und Paris gebracht. Er wurde mit 154 Millionen Schweizer Franken aus dem Fonds für HGV-Anschlüsse finanziert. Allerdings wird die Verbindung Bern–Paris seit dem Fahrplanwechsel im Dezember 2013 über Basel geführt; dadurch verkürzte sich die Fahrzeit um 15 Minuten.
Mit Inbetriebnahme des ETCS Level 2 zwischen Pully und Villeneuve im April 2017 wurden die saisonalen Wochenendverbindungen «Lyria des Neiges» und «Lyria d’été» ins Wallis eingestellt.